# Tongari Bōshi no Memoru
Tongari Bōshi no Memoru (とんがり帽子のメモル?) es una serie de anime producida por Toei Animation, en México se le conoció como "La Magia de Titila". En España la serie se emitió en Televisión Española a mediados o finales de los años 80, con el nombre "La pequeña Memole". Se volvió a emitir la serie a finales de los años 90 en varias cadenas locales o autonómicas.